# Artūras Jomantas
Artūras Jomantas (Mažeikiai, 4 maggio 1985) è un cestista lituano.

## Palmarès
- Campionato lituano: 2

Lietuvos rytas: 2008-09, 2009-10
- Lega Baltica: 2

Lietuvos rytas: 2006-07, 2008-09
- Eurocup: 1

Lietuvos rytas: 2008-09